# Шукшин, Георгий Павлович
Георгий Павлович Шукшин (1902 года, Самара — 1965 год, Бузулук, Оренбургская область) — директор Соболевской МТС Тёпловского района Чкаловской области. Герой Социалистического Труда (1957).

## Биография
Родился в 1902 году в рабочей семье в Самаре. Получил начальное образование. Трудиться начал 12-летним подростком учеником слесаря на чугунолитейном заводе в Самаре, потом — шофёром на различных предприятиях Самары. В 1920—1923 годах служил в Красной Армии. После армии получил высшее образование и работал инженером. Участвовал в Великой Отечественной войне. Воевал при обороне Москвы, освобождении Белоруссии заместителем командира 354-й стрелковой дивизии по тылу 16-й Армии (с марта 1943 года — 65-й Армии; 354 сд 16А, 65А) на Центральном и Западном фронтах.
После демобилизации в звании инженера-полковника отправился в Оренбургскую область, где был назначен директором Соболевской МТС Тепловского района. Под его руководством Соболевская МТС ежегодно показывала высокие трудовые результаты при освоении целинных и залежных земель Оренбуржья. За годы пятой пятилетки (1951—1955) Соболевская МТС освоила около 132 тысячи гектаров целины и смолотила на территории обслуживаемых колхозов около шести миллионов пудов зерновых. Указом Президиума Верховного Совета СССР от 11 января 1957 года «за успехи, достигнутые в освоении целинных земель, успешное проведение уборки урожая и хлебозаготовок» удостоен звания Героя Социалистического Труда с вручением Ордена Ленина и золотой медали Серп и Молот.
В последние годы своей жизни проживал в Бузулуке. Скончался в 1965 году.

## Награды
- Герой Социалистического Труда
- Орден Ленина
- Орден Красной Звезды (29.08.1943)
- Орден Отечественной войны 2 степени (31.07.1944)
- Медаль «За оборону Москвы» (01.05.1944)
- Медаль «За победу над Германией в Великой Отечественной войне 1941—1945 гг.» (09.05.1945)